# Azt beszéli már az egész város
Az Azt beszéli már az egész város a Skorpió együttes 1985-ben kiadott nagylemeze. A lemezt eddig még nem adták ki CD-n. A címadó dalból sláger lett.

## Dalok
A oldal:
1. Azt beszéli már az egész város [Frenreisz]
2. Ha elveszítenélek [Frenreisz]
3. Ne félj [Pálvölgyi/Papp]
4. Éjfél után [Frenreisz/Szűcs]

B oldal:
1. Anyám jó fiad leszek [Frenreisz/Papp]
2. Érinted a két kezem [Pálvölgyi]
3. Húzzatok el életemből [Frenreisz/Szűcs]
4. Mint a lavina [Szűcs]
5. Karib éjszakák [Pálvölgyi/Papp]

## Közreműködik
- Frenreisz Károly – szaxofon, ének, basszusgitár
- Pálvölgyi Géza – billentyűs hangszerek
- Papp Tamás – dobok, ütőhangszerek
- Szűcs Antal Gábor – gitár, ének
- Frenreisz Károly – zenei rendező
- Horváth János – hangmérnök
- Horváth Kornél – ütőhangszerek